# Olga Słowik
Olga Słowik (* 1990, Polsko) je česko-polská bohemistka, překladatelka a básnířka.

## Život
Narodila se v Polsku. V roce 2011 vystudovala slavistiku na Jagellonské univerzitě. Poté, co byla přijata ke studiu na Univerzitě Karlově, se přestěhovala do Prahy, kde od té doby žije. V roce 2014 dokončila studium bohemistiky Ústavu českého jazyka a komparatistiky Filozofické fakulty Univerzity Karlovy, následně nastoupila na doktorské studium tamtéž, které úspěšně dokončila v roce 2022. Pracovala mj. v Národní knihovně, v Ústavu pro českou literaturu AV ČR nebo ve společnosti Elpida. V letech 2018–2019 působila jako externí lektorka na Katedře literární kultury a slavistiky na Filozofické fakultě Univerzity v Pardubicích.

## Tvorba
Je autorkou řady básní, literárně-vědných studií, knižních recenzí a statí, zejména pro časopisy Tvar nebo A2 nebo polské portály Krytyka Polityczna či stránky o literatuře Tekstualia. Překládá také do polštiny. Jako básnířka se stala porotkyní básnické sekce soutěže Magnesia Litera, o čemž napsala kontroverzní článek, který označila jako „autofikční deník“.

## Publikace
- 2016: Toto není menstruační poezie (básnická sbírka, h_aluze)
- 2025: City, slóvce (básnická sbírka, Dobrý důvod)[8]